# Annika Norlin

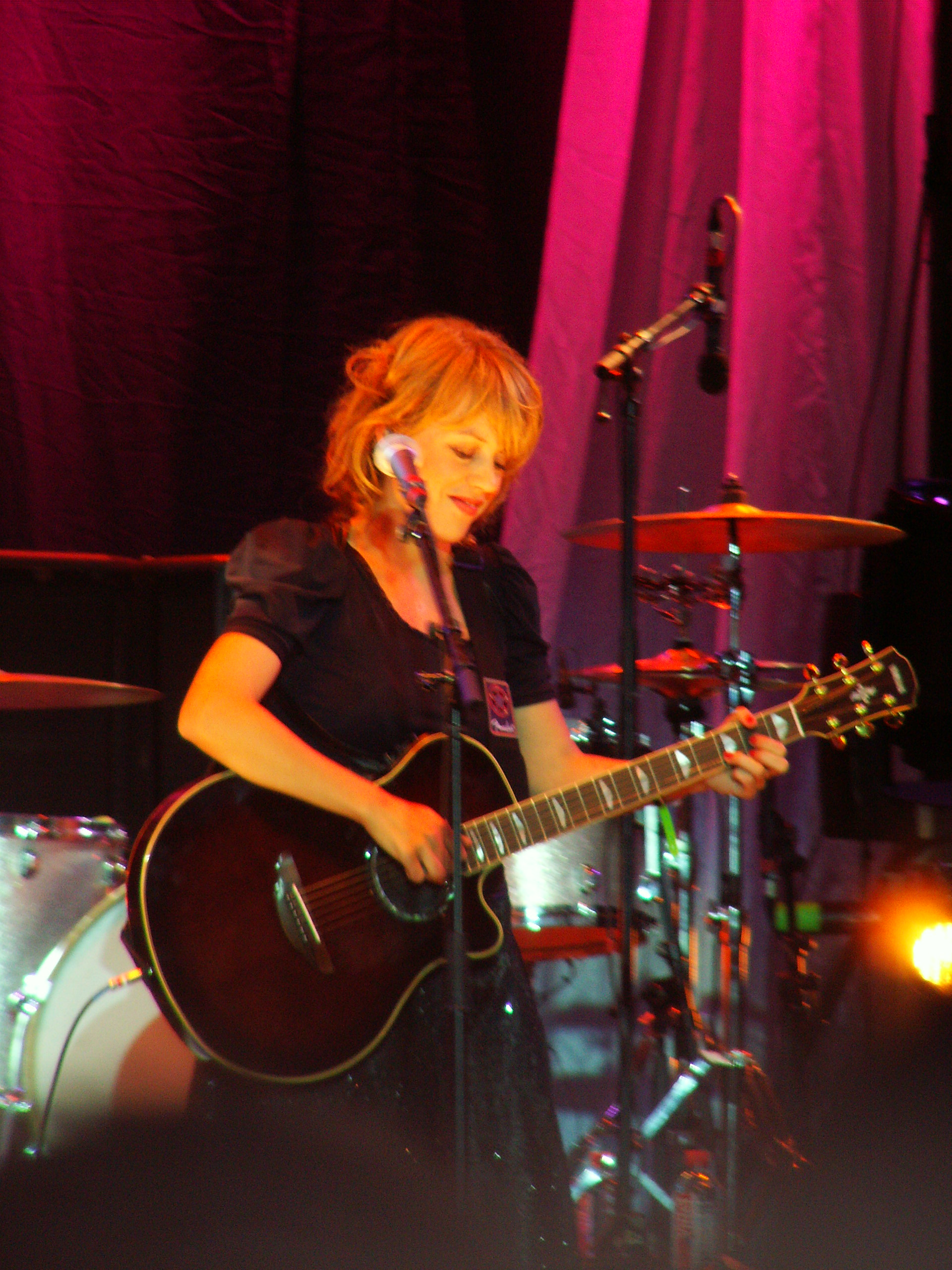
Annika Norlin en 2007.

Annika Norlin, née le 22 novembre 1977, à Östersund, en Suède, est une chanteuse suédoise de pop/folk qui fait de la musique sous le pseudonyme de Hello Saferide (en anglais) et Säkert! (en suédois).

## Carrière
Avant de commencer sa carrière musicale, Norlin a été présentatrice des programmes radio P3 Pop et Morgonpasset i P3 et a travaillé comme journaliste pour Länstidningen i Östersund, Östersunds-Posten et Aftonbladet. Elle a animé l'émission P3 Live Session (anciennement Musikjournalen Live) jusqu'en février 2008, date à laquelle Markus Krunegård, avec qui Säkert ! a également fait le duo Det kommer bara leda till nåt ond, a pris la relève.
Le 1er août 2008 et le 8 août 2015, Annika Norlin a animé Sommar i P1.
Elle a étudié la psychologie pendant trois ans et demi à l'université d'Umeå, mais a abandonné ses études lorsqu'elles sont devenues trop difficiles à concilier avec sa carrière musicale.

### En tant qu'artiste musicale
À l'automne 2005, elle a sorti son premier album Introducing.... Hello Saferide, comprenant des chansons telles que "Highschool Stalker" et "My Best Friend". L'année suivante, le single 2006 est sorti et a été largement diffusé à la radio, suivi de The Quiz. En février 2007, son premier album en suédois est sorti sous le nom d'artiste Säkert ! Le premier single est Vi kommer att dö samtidigt. Fin 2007, le rappeur Petter a samplé sa chanson "Någon gång måste du bli själv" et a obtenu le tube "Logiskt". Le premier single a également été converti en anglais en l'espace d'un mois par le groupe suédois The Animal Five.
En septembre 2008, le deuxième album de Hello Saferide, More Modern Short Stories from Hello Saferide, est sorti. Le 9 décembre de la même année, Norlin est devenue la première artiste à recevoir le prix Magasinet Novell récompensant les musiciens dont les paroles ont un caractère narratif distinctif. Elle a remporté ce prix pour la chanson "25 days".
Le 15 septembre 2010, son deuxième album est sorti en suédois, Facit, également produit par Henrik Oja. Le 3 septembre 2014, son troisième album est sorti en anglais, The Fox, The Hunter and Hello Saferide.
En 2014, elle publie le livre Texter sous son propre nom, qui contient les paroles de tous les disques de Säkert et Hello Saferide (sauf Säkert en anglais), ainsi que d'autres paroles inédites.
En 2015, elle participe à l'émission Jill's Veranda de SVT.
En 2017, elle a sorti l'album Däggdjur. Plusieurs des chansons sont chantées par d'autres musiciens, notamment Jakob Hellman, Ola Klüft de The Perishers et Emil Svanängen (Loney Dear).
En 2018, Annika Norlin et Jens Lekman ont entamé la collaboration Correspondance. Norlin et Lekman communiquent l'un avec l'autre par le biais de chansons, à raison d'une chanson tous les deux mois. Elle a reçu la bourse Taubes la même année.
En octobre 2021, Annika Norlin sort pour la première fois de la musique en son nom propre avec le double single "Hydra"/"Pengar" ; la chanson "Hydra" est écrite en anglais, "Pengar" en suédois. Le 19 novembre 2021, un autre double single est sorti avec les chansons "Darkest Shade of Dark"/"Den sista". La chanson "Den sista" est un duo avec Mattias Alkberg. Les singles ont ensuite été inclus dans l'album Mentor, qu'elle a publié en 2022 sous son propre nom.
En janvier 2023, Annika Norlin reçoit le grand prix Evert Taube d'Orust pour 2022, d'une valeur de 50 000 couronnes suédoises, décerné aux poètes qui écrivent dans l'esprit d'Evert Taube. La même année, elle a publié l'EP Flyttblock avec le chef d'orchestre et compositeur Jonas Nydesjö et l'orchestre symphonique de Gävle. L'EP contient cinq chansons, nouvellement écrites ou plus anciennes, interprétées en concert. Norlin et Nydesjö ont également collaboré auparavant lorsque ce dernier a arrangé sa musique pour l'Orchestre symphonique de Malmö, entre autres.
En février 2024, Norlin sort le single Jag hänger kvar avec le producteur Jonas Teglund. Le single figurera sur un prochain album dont la sortie est prévue au printemps 2024, Norlin assurant les paroles et la voix et Teglund la musique et jouant de la plupart des instruments.

### En tant qu'écrivain
En 2010, sa nouvelle Balthoran obtient la deuxième place ex-æquo du concours « Prix du roman d'Umeå ». En 2014, elle publie sous son nom le livre Texter, qui contient les textes de tous les albums de Säkert et de Hello Saferide (sauf Säkert en anglais), ainsi que d'autres textes inédits.
Le premier roman d'Annika Norlin, le recueil de nouvelles Jag ser allt du gör, est publié en mars 2020 et est nommé pour le prix August la même année. Le recueil de nouvelles est également nommé pour le prix Borås Tidnings du débutant en 2021. La même année, elle reçoit le prix littéraire Karin Boye.
En 2023, son premier roman, Stacken, est publié par Weyler förlag. L'inspiration pour ce livre est venue lorsque la maison de Norlin a été envahie par des fourmis noires. Le roman traite de la dynamique de groupe et dépeint un groupe de personnes qui, pour diverses raisons, se sont éloignées de la société et se sont installées quelque part dans l'arrière-pays du Norrland.

## Discographie

### Hello Saferide

#### Albums
- 2005 - Introducing...Hello Saferide
- 2008 - More Modern Short Stories
- 2014 - The Fox, The Hunter, And Hello Saferide

#### EP
- 2006 - Long Lost Penpal EP
- 2006 - Would You Let Me Play This EP 10 Times A Day?

#### Singles
- 2005 - My Best Friend
- 2005 - If I Don't Write This Song Someone I Love Will Die
- 2014 - I Was Jesus

### Säkert!

#### Albums
- 2007 - Säkert!
- 2010 - Facit
- 2011 - Säkert! på engelska
- 2017 - Däggdjur

#### EP
- 2018 - Arktiska oceanen

#### Singles
- 2007 - Vi kommer att dö samtidigt
- 2007 - Allt Som Är Ditt
- 2008 - Det Kommer Bara Leda Till Nåt
- 2010 - Dansa, fastän

## Publications
- (sv) Texter, Luleå, Teg Publishing, 2014  (ISBN 978-91-979115-8-0).
- (sv) Jag ser allt du gör, Stockholm, Weyler förlag, 2020  (ISBN 9789127167353).
- (sv) Arvsled, Novellix (ISBN 9789175895017, LIBRIS q3f8sf5qn7z2xk26)
- (sv) Stacken, Weyler Förlag, 2023 (ISBN 9789127184121, LIBRIS xdq8vztgv49mdl0v)